# Lephalale
Lephalale es un municipio local sudafricano situado en el distrito de Waterberg, en la provincia de Limpopo.

## Superficie
Lephalale tiene una superficie de 13 794 km².

## Demografía
En 2022, tenía 125 198 habitantes, una densidad poblacional de 9,07 hab./km², y 43 832 viviendas.